# Campionato del mondo rally 2008
Il Campionato del mondo rally 2008 si è svolto dal 24 gennaio al 30 novembre 2008 e ha previsto 15 tappe in altrettanti Paesi.
Delle 15 prove totali, 11 sono state appannaggio di Sébastien Loeb sulla Citroën C4 WRC, facendogli conquistare il quinto titolo mondiale piloti consecutivo e contribuendo a portare in casa Citroën il titolo costruttori, il quarto nella storia del marchio francese.

## Team e piloti ufficiali

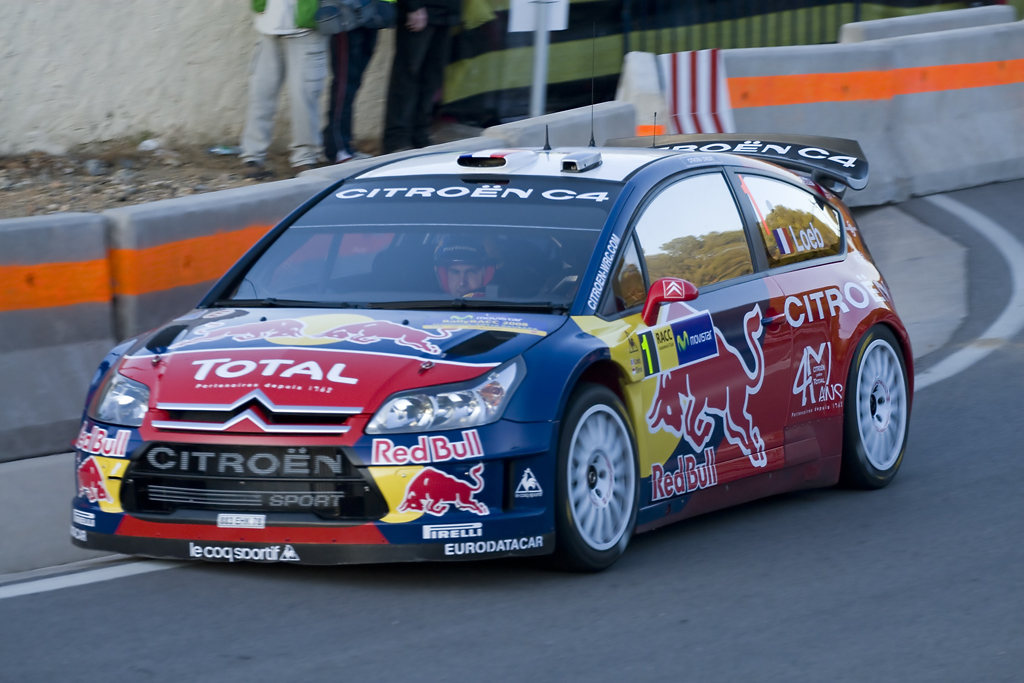
La Citroën C4 WRC ufficiale di Sébastien Loeb al Rally di Catalogna 2008

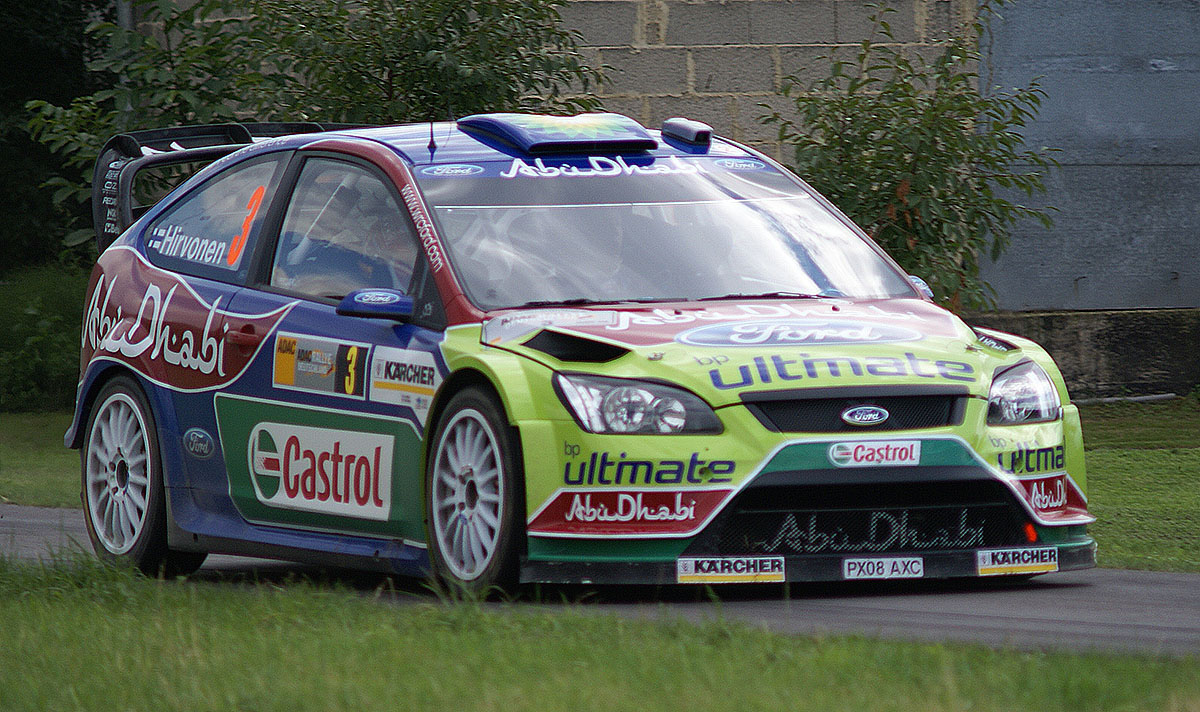
La Ford Focus RS WRC 08 ufficiale di Mikko Hirvonen al Rally di Germania 2008

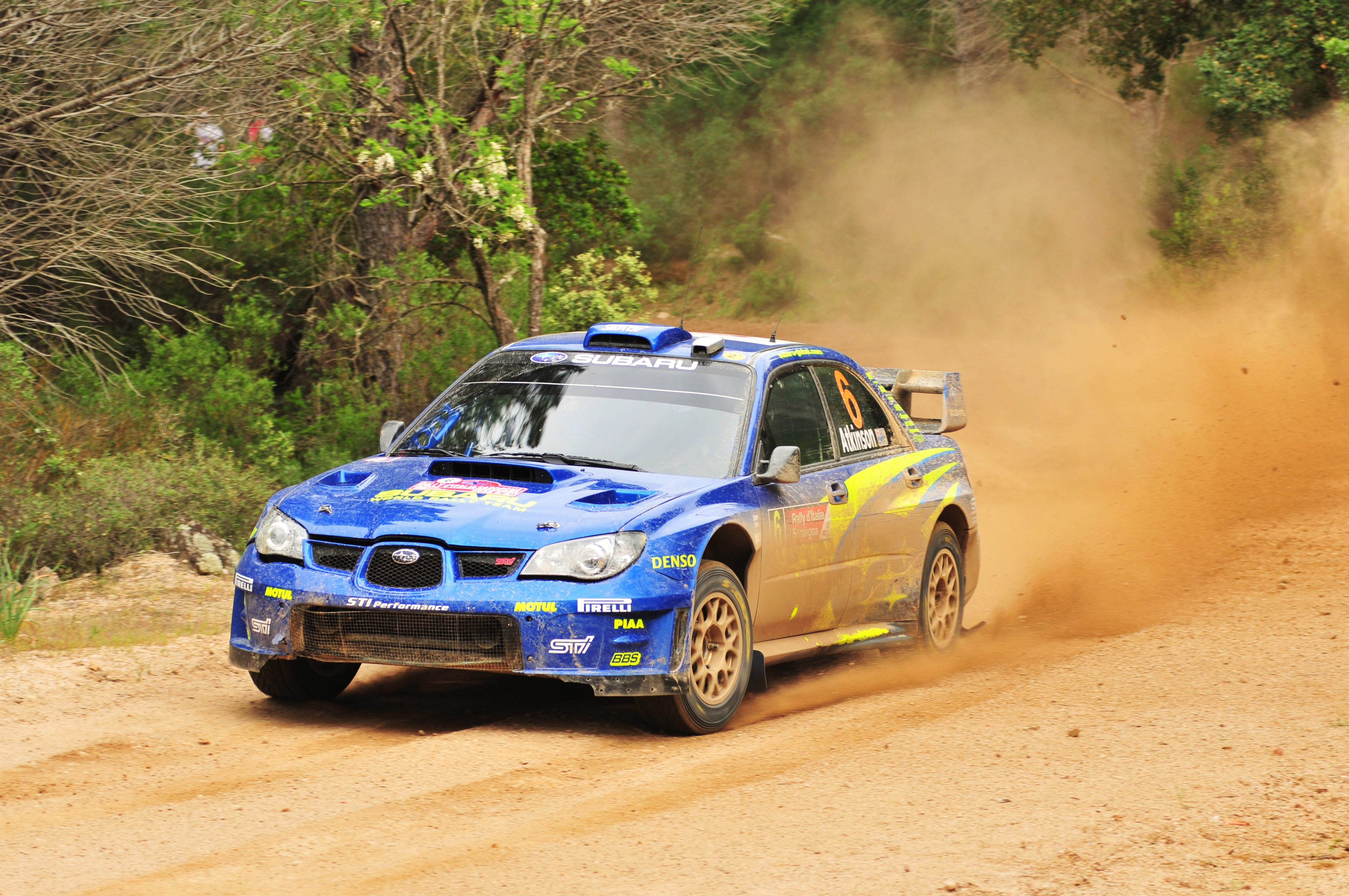
La Subaru Impreza WRC2007 ufficiale di Chris Atkinson al Rally di Sardegna 2008

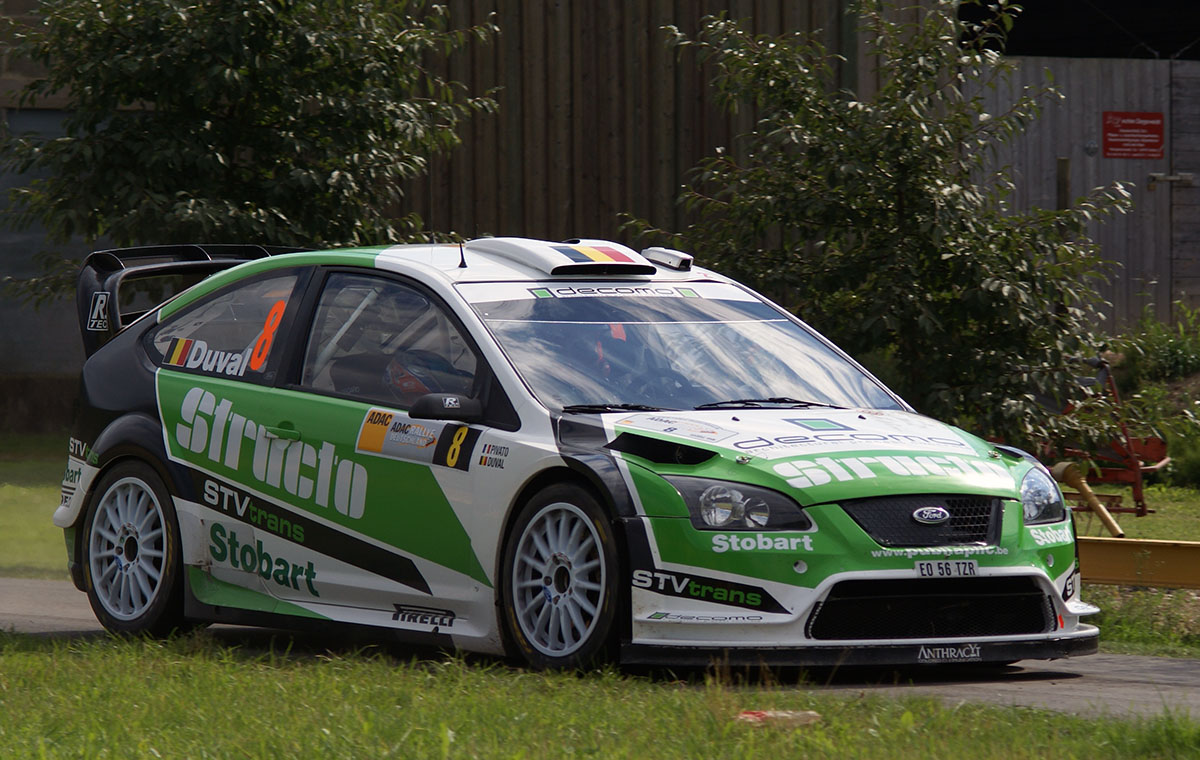
La Ford Focus RS WRC 07 del Team Stobart guidata da François Duval al Rally di Germania 2008

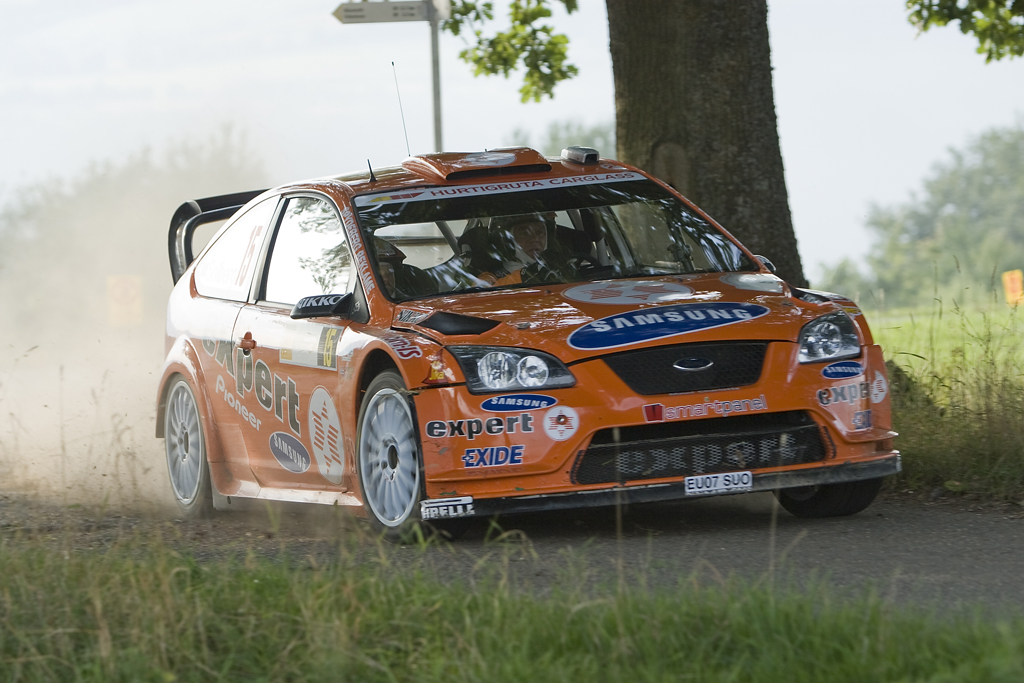
La Ford Focus RS WRC 07 del Team Munchi guidata da Henning Solberg al Rally di Germania 2008

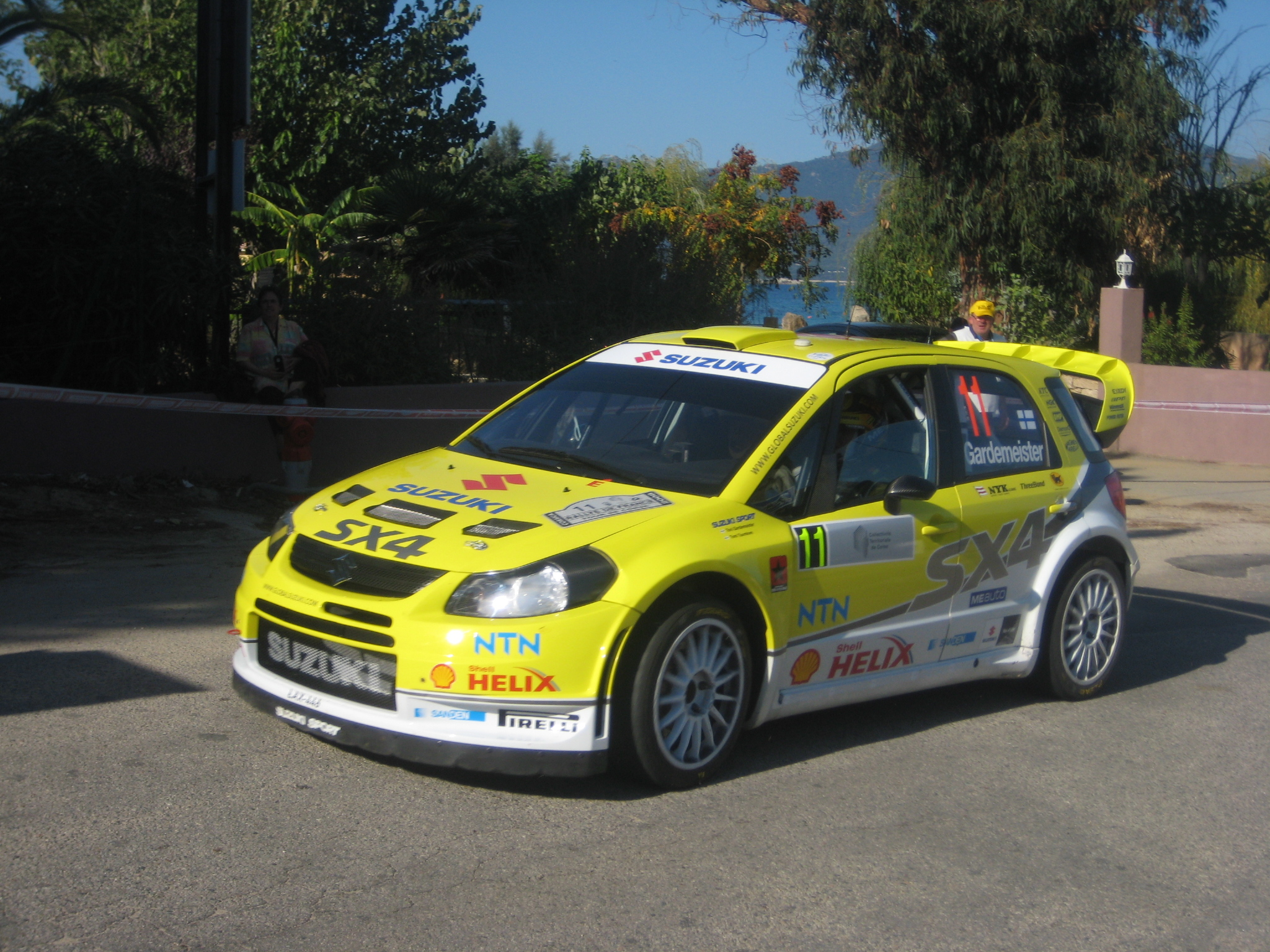
La Suzuki SX4 WRC ufficiale di Toni Gardemeister al Rally di Francia 2008

| Team                               | Costruttore | Auto                 | Gomme | N° | Pilota               | Co-pilota            | Gare                      |
| ---------------------------------- | ----------- | -------------------- | ----- | -- | -------------------- | -------------------- | ------------------------- |
| Citroën Total World Rally Team     | Citroën     | C4 WRC               | P     | 1  | Sébastien Loeb       | Daniel Elena         | All                       |
| Citroën Total World Rally Team     | Citroën     | C4 WRC               | P     | 2  | Dani Sordo           | Marc Martí           | All                       |
| BP-Ford Abu Dhabi World Rally Team | Ford        | Focus RS WRC 07/08   | P     | 3  | Mikko Hirvonen       | Jarmo Lehtinen       | All                       |
| BP-Ford Abu Dhabi World Rally Team | Ford        | Focus RS WRC 07/08   | P     | 4  | Jari-Matti Latvala   | Miikka Anttila       | 1–11, 14–15               |
| BP-Ford Abu Dhabi World Rally Team | Ford        | Focus RS WRC 07/08   | P     | 4  | François Duval       | Patrick Pivato       | 12–13                     |
| BP-Ford Abu Dhabi World Rally Team | Ford        | Focus RS WRC 07/08   | P     | 19 | Khalid Al Qassimi    | Michael Orr          | 1–2, 5–7, 9–10, 12–13, 15 |
| Subaru World Rally Team            | Subaru      | Impreza WRC2007/2008 | P     | 5  | Petter Solberg       | Phil Mills           | All                       |
| Subaru World Rally Team            | Subaru      | Impreza WRC2007/2008 | P     | 6  | Chris Atkinson       | Stéphane Prévot      | All                       |
| Subaru World Rally Team            | Subaru      | Impreza WRC2007/2008 | P     | 14 | Brice Tirabassi      | Fabrice Gordon       | 12–13                     |
| Stobart VK M-Sport Ford Rally Team | Ford        | Focus RS WRC 07      | P     | 7  | Gianluigi Galli      | Giovanni Bernacchini | 1–10                      |
| Stobart VK M-Sport Ford Rally Team | Ford        | Focus RS WRC 07      | P     | 7  | François Duval       | Patrick Pivato       | 11, 14                    |
| Stobart VK M-Sport Ford Rally Team | Ford        | Focus RS WRC 07      | P     | 7  | François Duval       | Denis Giraudet       | 15                        |
| Stobart VK M-Sport Ford Rally Team | Ford        | Focus RS WRC 07      | P     | 7  | Matthew Wilson       | Scott Martin         | 12–13                     |
| Stobart VK M-Sport Ford Rally Team | Ford        | Focus RS WRC 07      | P     | 8  | François Duval       | Eddy Chevaillier     | 1                         |
| Stobart VK M-Sport Ford Rally Team | Ford        | Focus RS WRC 07      | P     | 8  | François Duval       | Patrick Pivato       | 7                         |
| Stobart VK M-Sport Ford Rally Team | Ford        | Focus RS WRC 07      | P     | 8  | Henning Solberg      | Cato Menkerud        | 2, 4–5, 7–9               |
| Stobart VK M-Sport Ford Rally Team | Ford        | Focus RS WRC 07      | P     | 8  | Matthew Wilson       | Scott Martin         | 3, 6, 11, 14–15           |
| Stobart VK M-Sport Ford Rally Team | Ford        | Focus RS WRC 07      | P     | 8  | Jari-Matti Latvala   | Miikka Anttila       | 12–13                     |
| Stobart VK M-Sport Ford Rally Team | Ford        | Focus RS WRC 07      | P     | 14 | Henning Solberg      | Cato Menkerud        | 1, 10, 13, 15             |
| Stobart VK M-Sport Ford Rally Team | Ford        | Focus RS WRC 07      | P     | 16 | Matthew Wilson       | Scott Martin         | 1, 4–5, 7–10              |
| Stobart VK M-Sport Ford Rally Team | Ford        | Focus RS WRC 07      | P     | 20 | Barry Clark          | Paul Nagle           | 13, 15                    |
| Stobart VK M-Sport Ford Rally Team | Ford        | Focus RS WRC 07      | P     | 46 | Valentino Rossi      | Carlo Cassina        | 15                        |
| Stobart VK M-Sport Ford Rally Team | Ford        | Focus RS WRC 04/05   | P     | 23 | Steve Perez          | Paul Spooner         | 15                        |
| Stobart VK M-Sport Ford Rally Team | Ford        | Focus RS WRC 04/05   | P     | 24 | Dave Weston, Jr      | Aled Davies          | 15                        |
| Munchi's Ford World Rally Team     | Ford        | Focus RS WRC 07      | P     | 9  | Federico Villagra    | Jorge Pérez Companc  | 3–9, 11–12, 14            |
| Munchi's Ford World Rally Team     | Ford        | Focus RS WRC 07      | P     | 10 | Henning Solberg      | Cato Menkerud        | 3, 6, 11–12, 14           |
| Munchi's Ford World Rally Team     | Ford        | Focus RS WRC 07      | P     | 10 | Luís Pérez Companc   | Jose Maria Volta     | 4, 9                      |
| Munchi's Ford World Rally Team     | Ford        | Focus RS WRC 07      | P     | 10 | Barry Clark          | Jose Diaz            | 5                         |
| Munchi's Ford World Rally Team     | Ford        | Focus RS WRC 07      | P     | 10 | Barry Clark          | Paul Nagle           | 8                         |
| Munchi's Ford World Rally Team     | Ford        | Focus RS WRC 07      | P     | 10 | Armodios Vovos       | Loris Meletopoulos   | 7                         |
| Suzuki World Rally Team            | Suzuki      | SX4 WRC              | P     | 11 | Toni Gardemeister    | Tomi Tuominen        | All                       |
| Suzuki World Rally Team            | Suzuki      | SX4 WRC              | P     | 12 | Per-Gunnar Andersson | Jonas Andersson      | All                       |

## Calendario e risultati
| Gara | Rally                                      | Podio | Podio              | Podio                  | Podio     |
| Gara | Rally                                      | Pos   | Pilota             | Macchina               | Tempo     |
| ---- | ------------------------------------------ | ----- | ------------------ | ---------------------- | --------- |
| 1    | Rally di Monte Carlo (24–27 gennaio)       | 1     | Sébastien Loeb     | Citroën C4 WRC         | 3:39:17.0 |
| 1    | Rally di Monte Carlo (24–27 gennaio)       | 2     | Mikko Hirvonen     | Ford Focus RS WRC 07   | 3:41:51.4 |
| 1    | Rally di Monte Carlo (24–27 gennaio)       | 3     | Chris Atkinson     | Subaru Impreza WRC2007 | 3:42:15.6 |
|      |                                            |       |                    |                        |           |
| 2    | Rally di Svezia (8–10 febbraio)            | 1     | Jari-Matti Latvala | Ford Focus RS WRC 07   | 2:46:41.2 |
| 2    | Rally di Svezia (8–10 febbraio)            | 2     | Mikko Hirvonen     | Ford Focus RS WRC 07   | 2:47:39.5 |
| 2    | Rally di Svezia (8–10 febbraio)            | 3     | Gigi Galli         | Ford Focus RS WRC 07   | 2:49:04.4 |
|      |                                            |       |                    |                        |           |
| 3    | Rally del Messico (28 febbraio–2 marzo)    | 1     | Sébastien Loeb     | Citroën C4 WRC         | 3:33:29.9 |
| 3    | Rally del Messico (28 febbraio–2 marzo)    | 2     | Chris Atkinson     | Subaru Impreza WRC2007 | 3:34:36.0 |
| 3    | Rally del Messico (28 febbraio–2 marzo)    | 3     | Jari-Matti Latvala | Ford Focus RS WRC 07   | 3:35:09.6 |
|      |                                            |       |                    |                        |           |
| 4    | Rally d'Argentina (27–30 marzo)            | 1     | Sébastien Loeb     | Citroën C4 WRC         | 4:05:48.6 |
| 4    | Rally d'Argentina (27–30 marzo)            | 2     | Chris Atkinson     | Subaru Impreza WRC2007 | 4:08:21.8 |
| 4    | Rally d'Argentina (27–30 marzo)            | 3     | Dani Sordo         | Citroën C4 WRC         | 4:09:53.3 |
|      |                                            |       |                    |                        |           |
| 5    | Rally di Giordania (24–27 aprile)          | 1     | Mikko Hirvonen     | Ford Focus RS WRC 07   | 4:02:47.9 |
| 5    | Rally di Giordania (24–27 aprile)          | 2     | Dani Sordo         | Citroën C4 WRC         | 4:04:03.6 |
| 5    | Rally di Giordania (24–27 aprile)          | 3     | Chris Atkinson     | Subaru Impreza WRC2007 | 4:07:47.4 |
|      |                                            |       |                    |                        |           |
| 6    | Rally d'Italia (15–18 maggio)              | 1     | Sébastien Loeb     | Citroën C4 WRC         | 3:57:17.2 |
| 6    | Rally d'Italia (15–18 maggio)              | 2     | Mikko Hirvonen     | Ford Focus RS WRC 07   | 3:57:27.8 |
| 6    | Rally d'Italia (15–18 maggio)              | 3     | Jari-Matti Latvala | Ford Focus RS WRC 07   | 3:57:32.5 |
|      |                                            |       |                    |                        |           |
| 7    | Rally di Grecia (29 maggio–1º giugno)      | 1     | Sébastien Loeb     | Citroën C4 WRC         | 3:54:54.7 |
| 7    | Rally di Grecia (29 maggio–1º giugno)      | 2     | Petter Solberg     | Subaru Impreza WRC2008 | 3:56:04.2 |
| 7    | Rally di Grecia (29 maggio–1º giugno)      | 3     | Mikko Hirvonen     | Ford Focus RS WRC 07   | 3:56:50.8 |
|      |                                            |       |                    |                        |           |
| 8    | Rally di Turchia (13–15 giugno)            | 1     | Mikko Hirvonen     | Ford Focus RS WRC 07   | 4:42:07.1 |
| 8    | Rally di Turchia (13–15 giugno)            | 2     | Jari-Matti Latvala | Ford Focus RS WRC 07   | 4:42:15.0 |
| 8    | Rally di Turchia (13–15 giugno)            | 3     | Sébastien Loeb     | Citroën C4 WRC         | 4:42:32.8 |
|      |                                            |       |                    |                        |           |
| 9    | Rally di Finlandia (31 luglio–3 agosto)    | 1     | Sébastien Loeb     | Citroën C4 WRC         | 2:54:05.5 |
| 9    | Rally di Finlandia (31 luglio–3 agosto)    | 2     | Mikko Hirvonen     | Ford Focus RS WRC 07   | 2:54:14.5 |
| 9    | Rally di Finlandia (31 luglio–3 agosto)    | 3     | Chris Atkinson     | Subaru Impreza WRC2008 | 2:57:22.5 |
|      |                                            |       |                    |                        |           |
| 10   | Rally di Germania (15–17 agosto)           | 1     | Sébastien Loeb     | Citroën C4 WRC         | 3:26:19.7 |
| 10   | Rally di Germania (15–17 agosto)           | 2     | Dani Sordo         | Citroën C4 WRC         | 3:27:07.4 |
| 10   | Rally di Germania (15–17 agosto)           | 3     | François Duval     | Ford Focus RS WRC 07   | 3:27:39.7 |
|      |                                            |       |                    |                        |           |
| 11   | Rally di Nuova Zelanda (28–31 agosto)      | 1     | Sébastien Loeb     | Citroën C4 WRC         | 3:59:18.9 |
| 11   | Rally di Nuova Zelanda (28–31 agosto)      | 2     | Dani Sordo         | Citroën C4 WRC         | 3:59:36.4 |
| 11   | Rally di Nuova Zelanda (28–31 agosto)      | 3     | Mikko Hirvonen     | Ford Focus RS WRC 08   | 4:00:00.4 |
|      |                                            |       |                    |                        |           |
| 12   | Rally di Catalogna (2–5 ottobre)           | 1     | Sébastien Loeb     | Citroën C4 WRC         | 3:21:17.4 |
| 12   | Rally di Catalogna (2–5 ottobre)           | 2     | Dani Sordo         | Citroën C4 WRC         | 3:21:42.3 |
| 12   | Rally di Catalogna (2–5 ottobre)           | 3     | Mikko Hirvonen     | Ford Focus RS WRC 08   | 3:22:19.9 |
|      |                                            |       |                    |                        |           |
| 13   | Rally di Francia (10–12 ottobre)           | 1     | Sébastien Loeb     | Citroën C4 WRC         | 3:42:58.0 |
| 13   | Rally di Francia (10–12 ottobre)           | 2     | Mikko Hirvonen     | Ford Focus RS WRC 08   | 3:46:22.7 |
| 13   | Rally di Francia (10–12 ottobre)           | 3     | François Duval     | Ford Focus RS WRC 08   | 3:46:29.6 |
|      |                                            |       |                    |                        |           |
| 14   | Rally del Giappone (31 ottobre–2 novembre) | 1     | Mikko Hirvonen     | Ford Focus RS WRC 08   | 3:25:03.0 |
| 14   | Rally del Giappone (31 ottobre–2 novembre) | 2     | Jari-Matti Latvala | Ford Focus RS WRC 08   | 3:25:34.1 |
| 14   | Rally del Giappone (31 ottobre–2 novembre) | 3     | Sébastien Loeb     | Citroën C4 WRC         | 3:27:33.6 |
|      |                                            |       |                    |                        |           |
| 15   | Rally di Gran Bretagna (5–7 dicembre)      | 1     | Sébastien Loeb     | Citroën C4 WRC         | 2:43:09.6 |
| 15   | Rally di Gran Bretagna (5–7 dicembre)      | 2     | Jari-Matti Latvala | Ford Focus RS WRC 08   | 2:43:22.3 |
| 15   | Rally di Gran Bretagna (5–7 dicembre)      | 3     | Dani Sordo         | Citroën C4 WRC         | 2:44:30.2 |
|      |                                            |       |                    |                        |           |

## Classifiche

### Piloti
| Pos. | Pilota               | MON | SWE | MEX | ARG | JOR | ITA | GRC | TUR | FIN | GER | NZL | ESP | FRA | JPN | GBR | Punti |
| ---- | -------------------- | --- | --- | --- | --- | --- | --- | --- | --- | --- | --- | --- | --- | --- | --- | --- | ----- |
| 1    | Sébastien Loeb       | 1   | Rit | 1   | 1   | 10  | 1   | 1   | 3   | 1   | 1   | 1   | 1   | 1   | 3   | 1   | 122   |
| 2    | Mikko Hirvonen       | 2   | 2   | 4   | 5   | 1   | 2   | 3   | 1   | 2   | 4   | 3   | 3   | 2   | 1   | 8   | 103   |
| 3    | Dani Sordo           | 11  | 6   | 17  | 3   | 2   | 5   | 5   | 4   | 4   | 2   | 2   | 2   | Rit | 10  | 3   | 65    |
| 4    | Jari-Matti Latvala   | 12  | 1   | 3   | 15  | 7   | 3   | 7   | 2   | 39  | 9   | Rit | 6   | 4   | 2   | 2   | 58    |
| 5    | Chris Atkinson       | 3   | 21  | 2   | 2   | 3   | 6   | Rit | 13  | 3   | 6   | Rit | 7   | 6   | 4   | Rit | 50    |
| 6    | Petter Solberg       | 5   | 4   | 12  | Rit | Rit | 10  | 2   | 6   | 6   | 5   | 4   | 5   | 5   | 8   | 4   | 46    |
| 7    | François Duval       | 4   |     |     |     |     |     |     |     |     | 3   | Rit | 4   | 3   | Rit | 6   | 25    |
| 8    | Henning Solberg      | 9   | 13  | 5   | Rit | 4   | 7   | 8   | 5   | 5   | 7   | 9   | 11  | 15  | Rit | Rit | 22    |
| 9    | Gigi Galli           | 6   | 3   | Rit | 7   | 8   | 4   | Rit | Rit | Rit | Rit | Inf | Inf | Inf | Inf | Inf | 17    |
| 10   | Matthew Wilson       | 10  | Rit | 6   | Rit | 5   | 12  | 6   | 7   | 9   | 12  | 17  | 9   | 8   | 7   | 9   | 15    |
| 11   | Urmo Aava            |     | 18  |     |     | Rit | 8   | 4   | Rit | 16  | 8   | 5   | 35  | 7   |     |     | 13    |
| 12   | Per-Gunnar Andersson | 8   | Rit | Rit | 24  | Rit | 9   | 11  | Rit | Rit | 15  | 6   | 32  | 17  | 5   | 5   | 12    |
| 13   | Toni Gardemeister    | Rit | 7   | Rit | Rit | Rit | Rit | 9   | Rit | 8   | 10  | 7   | 13  | 13  | 6   | 7   | 10    |
| 14   | Federico Villagra    |     |     | 7   | 6   | 6   | 14  | 13  | 9   | Rit |     | 8   | 12  |     | 9   |     | 9     |
| 15   | Conrad Rautenbach    | Rit | 16  | 16  | 4   | 26  | 13  | 10  | 8   | 10  | 10  | Rit | Rit | 14  | Rit | 15  | 6     |
| 16   | Andreas Mikkelsen    |     | 5   |     |     |     | Rit |     | 19  | 12  | 11  |     | 8   | 11  |     |     | 5     |
| 17   | Jean-Marie Cuoq      | 7   |     |     |     |     |     |     |     |     |     |     |     |     |     |     | 2     |
| 17   | Matti Rantanen       |     |     |     |     |     |     |     |     | 7   |     |     |     |     |     |     | 2     |
| 19   | Juho Hänninen        |     | 8   |     |     |     |     | 21  |     | 13  |     | 14  | 29  | 24  | 11  | Rit | 1     |
| 19   | Sébastien Ogier      |     |     | 8   |     | 11  | 22  |     |     | 36  | 19  |     | Rit | 20  |     | 26  | 1     |
| 19   | Andreas Aigner       |     | 31  |     | 8   |     |     | 14  | 11  | Rit |     | Rit |     |     |     | 13  | 1     |

| Colore  | Risultato             |
| ------- | --------------------- |
| Oro     | Vincitore             |
| Argento | 2º posto              |
| Bronzo  | 3º posto              |
| Verde   | Finito a punti        |
| Blu     | Finito senza punti    |
| Viola   | Ritirato (Rit)        |
| Viola   | Non classificato (NC) |
| Rosso   | Non qualificato (NQ)  |
| Nero    | Squalificato (SQ)     |
| Bianco  | Non partito (NP)      |
| Bianco  | Non ha gareggiato     |
| Bianco  | Infortunato (INF)     |
| Bianco  | Escluso (ES)          |
| Bianco  | Gara cancellata (C)   |

### Costruttori
| Pos | Squadra                         | Rally | Rally | Rally | Rally | Rally | Rally | Rally | Rally | Rally | Rally | Rally | Rally | Rally | Rally | Rally | Totate punti |
| Pos | Squadra                         | MON   | SWE   | MEX   | ARG   | JOR   | ITA   | GRC   | TUR   | FIN   | GER   | NZL   | ESP   | FRA   | JPN   | GBR   | Totate punti |
| --- | ------------------------------- | ----- | ----- | ----- | ----- | ----- | ----- | ----- | ----- | ----- | ----- | ----- | ----- | ----- | ----- | ----- | ------------ |
| 1   | Citroën Total World Rally Team  | 11    | 4     | 10    | 16    | 9     | 14    | 15    | 11    | 15    | 18    | 18    | 18    | 10    | 6     | 16    | 191          |
| 2   | BP Ford World Rally Team        | 8     | 18    | 11    | 7     | 13    | 14    | 10    | 18    | 9     | 7     | 6     | 11    | 14    | 18    | 9     | 173          |
| 3   | Subaru World Rally Team         | 10    | 6     | 9     | 8     | 6     | 3     | 8     | 3     | 9     | 7     | 5     | 6     | 7     | 6     | 5     | 98           |
| 4   | Stobart M-Sport Ford Rally Team | 8     | 8     | 3     | 3     | 7     | 5     | 3     | 4     | 4     | 6     | 0     | 4     | 7     | 2     | 3     | 67           |
| 5   | Suzuki World Rally Team         | 2     | 3     | 0     | 1     | 0     | 1     | 3     | 0     | 2     | 1     | 7     | 0     | 1     | 7     | 6     | 34           |
| 6   | Munchi's Ford World Rally Team  | 0     | 0     | 6     | 4     | 4     | 2     | 0     | 3     | 0     | 0     | 3     | 0     | 0     | 0     | 0     | 22           |